# Kapverdischer Riesenskink
Der Kapverdische Riesenskink (Chioninia coctei, Synonym: Macroscincus coctei) ist eine ausgestorbene Skinkart, die auf den Kapverdischen Inseln endemisch war. Das Artepitheton ehrt den französischen Arzt und Zoologen Jean Théodore Cocteau (1798–1838).

## Merkmale

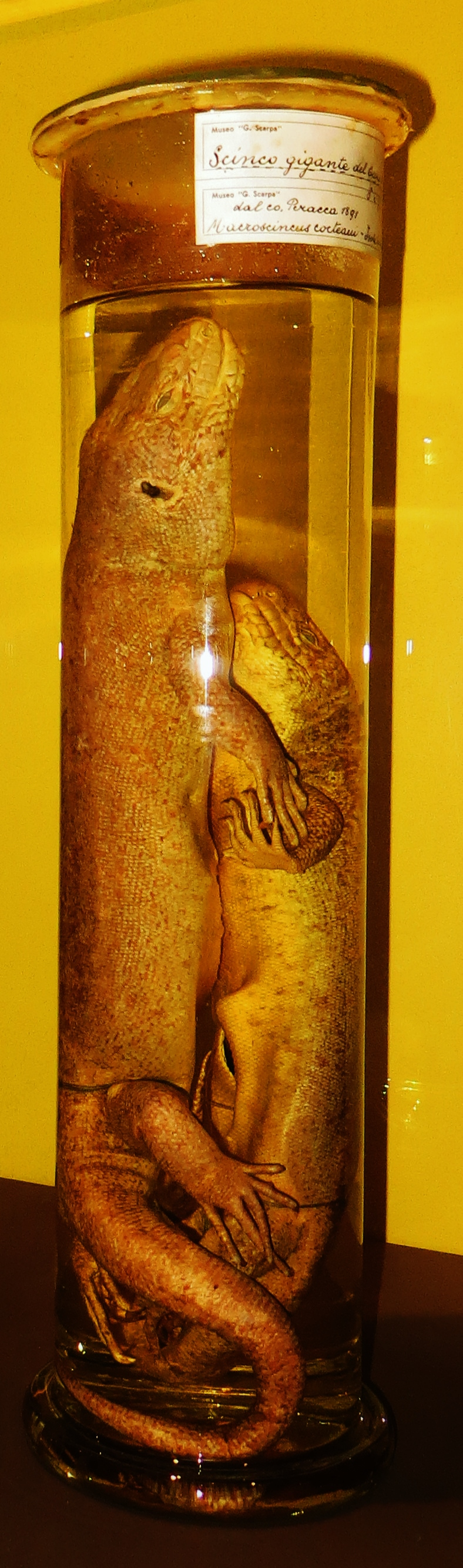
Zwei in Alkohol konservierte Exemplare

Der Kapverdische Riesenskink war ein schwer gebautes Mitglied der Skinkfamilie mit kräftigen Gliedmaßen und Krallen. Die Zehen waren lang, was auf eine eher baumbewohnende Lebensweise schließen lässt. Es wurden drei Farbmorphe von Grau, Gelb und intermediär beschrieben. Der gelbe, grüne und graue Körper wies dunkle Sprenkel und Flecken auf und war nicht gebändert. Die Unterseite war einfarbig und  weitgehend fleckenlos. Sie war etwas heller als der Rücken. Der zylindrische Schwanz war weniger als halb so lang wie der Körper. Der Kapverdische Riesenskink hatte eine Kopf-Rumpf-Länge von 283 bis 286 mm bei den Männchen und 253,5 bis 255 mm bei den Weibchen. Die Gesamtlänge betrug bei den erwachsenen Männchen 473,6 bis 478,6 mm und bei den erwachsenen Weibchen 424,2 bis 426,7 mm. Das Gewicht betrug 466 g. Die Männchen hatten einen größeren Kopf und längere Hinterbeine als die Weibchen. Die Schuppen waren klein und gekielt, es befanden sich mehr als hundert Längsschuppen in der Körpermitte. Die Kapverdischen Riesenskinke waren durch kleine Beinschilde relativ leicht gepanzert. Die Augenlider waren beweglich, im Unterlid befand sich ein durchsichtiges Fenster, so dass der Skink auch bei geschlossenen Augen noch sehen konnte. Die Backenzähne des Kapverdischen Riesenskinks hatten eine gezackte Oberfläche.

## Systematik
Der Kapverdische Riesenskink wurde 1839 von André Marie Constant Duméril und Gabriel Bibron als Euprepes coctei beschrieben. 1873 erfolgte der Transfer in die von Bocage eingeführte Gattung Macroscincus. Von 1995 bis 1998 gehörte er der Gattung Gongylus an. 1998 wurde er erneut in die Gattung Macroscincus gestellt.  Im Jahr 2010 stellten ihn Aurélien Miralles und seine Kollegen in die Gattung Chioninia, die ausschließlich auf den Kapverdischen Inseln vorkommt.

## Verbreitung
Der Kapverdische Riesenskink kam ursprünglich wahrscheinlich auf den gesamten Kapverdischen Inseln vor. Seit Beginn der Aufzeichnungen wurde er aber nur noch auf den kleinen Inseln Raso und Branco nachgewiesen. Der Herpetologe Jim Pether schreibt, dass sie auch auf der Insel Santa Luzia existierten. Knochenfunde deuten darauf hin, dass sie auch auf Sao Vincente und Santo Antão vorkamen.

## Lebensweise
Die Kapverdische Riesenskink war überwiegend herbivor und ernährte sich von Samen, Blättern und Blüten der Gattung Malva. Es wird vermutet, dass die Skinke eine kathemerale Lebensweise hatten. Die Weibchen waren vivipar und brachten bis zu zwei voll entwickelte Junge zur Welt.

## Aussterben
Der Kapverdische Riesenskink wurde erstmals 1784 von João da Silva Feijó erwähnt. Mehrere Exemplare wurden in einem Museum in Lissabon, Portugal aufbewahrt. Im Jahr 1809 wurde eines der Exemplare an das Muséum national d’histoire naturelle in Paris übergeben. 1832 besuchte Charles Darwin Kap Verde und äußerte seine Besorgnis über die Knappheit und den Mangel an biologischer Vielfalt aufgrund menschlicher Eingriffe. 1833 kam es zu seinem massiven Populationseinbruch, nachdem eine Gruppe von hungernden Sträflingen auf der Insel Branco ausgesetzt wurde. Die Verwendung der Skinke als Nahrungsmittel und als medizinische Paste für den Fettgehalt führte zu einem raschen Rückgang. 1873 wurde José Vicente Barbosa du Bocage auf diese Skinkart aufmerksam und veranlasste den Transfer von drei lebenden Individuen, von denen eines ein Jungtier war, nach Lissabon. Zwei davon starben kurz nach ihrer Ankunft. Der letzte lebte vier Jahre vegetarisch. 1891 brachte Mario Giacinto Peracca 40 lebende Kapverdische Riesenskinke nach Italien, von denen jedoch alle starben und deren Körper anschließend für viele Jahre als verloren galten. 26 dieser Individuen (elf Männchen und fünfzehn Weibchen) wurden später wiedergefunden und sind heute im Museo Regionale Di Scienze Naturali Di Torino untergebracht. Im Jahr 1898 besuchte Leonardo Fea die Kapverdischen Inseln und war einer der letzten Wissenschaftler, der lebende Kapverdische Riesenskinke in ihrem natürlichen Lebensraum beobachten konnten. Zu Beginn des zwanzigsten Jahrhunderts wurden in europäischen Zoos lebende Kapverdische Riesenskinke gehalten, darunter im Vivarium im Wiener Prater. Deutsche Hobbyreptilienzüchter interessierten sich schon vor dem Ersten Weltkrieg aktiv für diese Art. Einzelne Tiere wurden zahm und ernährten sich im Allgemeinen von Vegetation und Früchten. Bei einem Individuum wurde festgestellt, dass es einen Vogel fraß. Eine Brutpopulation konnte sich in Gefangenschaft nie etablieren. Es wird angenommen, dass der Kapverdische Riesenskink zwischen 1914 und 1940 ausstarb. Hans-Hermann Schleich suchte 1979 vergeblich nach der Art auf den Inseln Raso und Branco. 1985 berichtete die UN System Earthwatch von einem lebenden Kapverdischen Riesenskink auf der Ilheu Branco. Jim Pether fand im Jahr 1995 keine lebenden Skinke, dafür aber Knochen. Franco Andreone besuchte 1998 die Kapverden und fand keine Spur von den Skinken.